# Thure Gabriel Bielke
Thure Gabriel Bielke (ur. 3 grudnia 1684 w Sztokholmie, zm. 11 maja 1763) – szwedzki oficer i dyplomata.
Jego ojcem był Nils Bielke (1644-1716) oficer i gubernator Pomorza Szwedzkiego.
Thure Gabriel Bielke szybko awansował w armii na generała kawalerii. W latach 1720–1721 był szwedzkim wysłannikiem na wiedeński dwór. W 1727 został członkiem rady królewskiej (riksråd).